# 终南山

《欽定古今圖書集成》中的终南山图

终南山，又称中南山、南山、太乙山，一般指秦岭山脉中段陕西省境内，西起武功縣，东到蓝田县的部分。有時這些稱呼也特指其中的翠华山。终南山为道教发祥地之一，也是佛教南山律宗的發祥地。

## 名詩
終南望餘雪（唐·祖詠應制） 
終南陰嶺秀，積雪浮雲端。
林表明霽色，城中增暮寒。
終南山（唐·王维） 
太乙近天都，连山接海隅。
白云回望合，青霭入看无。
分野中峰变，阴晴众壑殊。
欲投人宿处，隔水问樵夫。
终南别业（唐·王维） 
中岁颇好道，晚家南山陲。
兴来每独往，盛事空自知。
行到水穷处，坐看云起时。
偶然值林叟，谈笑无还期。

## 歷史
秦始皇二十六年（前221年），秦始皇建陵庙于終南山，祭祀。
西汉元封二年（前109年）曾于山口（大峪口）建太乙官，故又称太乙山。
唐武德初，修建宗圣宫。

## 地理
终南山总体包括翠华山、南五台、圭峰山和楼观台。

## 小说中的终南山
- 《射雕英雄传》、《神雕侠侣》：为全真教与古墓派落脚之处。
- 《倚天屠龙记》：黄衫女子说了这样一番话，其中提到了终南山：“终南山后，活死人墓，神雕侠侣，绝迹江湖。”

### 翠華山

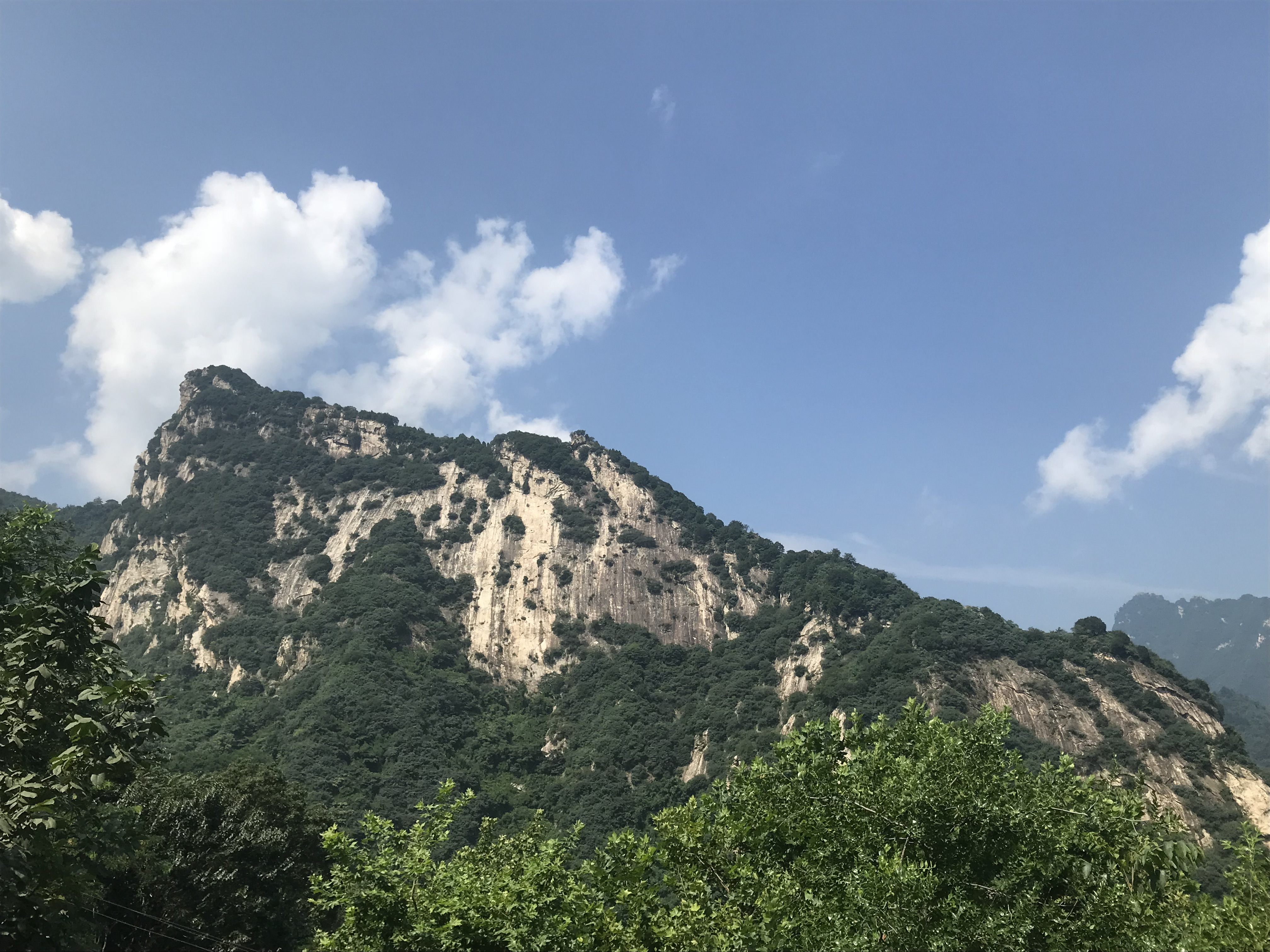
翠华山保存着中国最完整、规模巨大的山崩景观

又名太乙山，翠华山因其保存着中国最完整、规模巨大的山崩景观而在2001年3月被国土资源部列為首批国家地质公园之一。2009年8月，秦岭终南山地质公园被批准加入世界地质公园网络，翠华山为其核心园区，

### 南五台
南五台有观音、文殊、清凉、舍身、灵应五峰。

### 圭峰山
圭峰山俗称尖山，包括紫阁、大顶、凌云、罗汉诸峰，因為其形如圭玉，故称。主要景点有高冠瀑布。

### 樓觀台
樓觀台在1992年被國家林業局闢為樓觀台國家森林公園，楼观台留存有不少碑刻，如唐员半千隶书《唐宗圣观主尹文操碑》、唐苏灵芝行书《唐老君显见碑》、宋米芾行书《第一山》、宋苏轼行书《游楼观台题字》。

## 典故與傳說
- 終南捷徑：唐時盧藏用有意出仕而不得，乃隱終南山，終南山近京師，易為時君所徵召，不久，果被召入仕。時有司馬承禎者，亦隱修之士，奉詔詣闕，將還山；藏用指終南曰：「中大有佳處。」承禎曰：「以僕觀之，仕宦捷徑耳。」[2]
- 周康王时，尹喜为函谷关关尹，于终南山中结草为楼，後老子西游入秦，尹喜請其讲经著书，因授《道德经》，传说今楼观台的说经台即当年老子讲经之处。
- 終南進士：鍾馗，字正南，豹頭環眼，鐵面虬髯，相貌奇異，少有大志，性情豪爽。隋唐年間，終南山下樓觀道迅速崛起，天下高人隱士多聚於樓觀。少年鍾馗頻繁活動於此，期間幸遇異人，異人觀其相貌雖奇，考其人品，知其前途不可限量，遂收鍾馗為徒，以其終身所學傾囊相授。學成赴長安應試，獲進士首位，唐皇以貌取勝人，使鍾馗名落孫山，抗辯無效，報國無門，捨生取義，以頭觸殿柱而亡。

## 延伸阅读
[在维基数据编辑]
 《欽定古今圖書集成·方輿彙編·山川典·終南山部》，出自陈梦雷《古今圖書集成》

## 外部連結
- 翠華山地质公园 （页面存档备份，存于）